# Edgar Allan Poe
Edgar Allan Poe (Boston (Massachusetts), 19 januari 1809 – Baltimore (Maryland), 7 oktober 1849) was een Amerikaans schrijver en dichter. Hij werkte ook als literair criticus en redacteur en was een van de eerste Amerikaanse schrijvers die van de pen probeerde te leven, waardoor hij het zwaar had.

## Biografie
Edgar Poe werd geboren in Boston als zoon van het reizende acteursechtpaar Elizabeth en David Poe, die beiden overleden voor hij drie jaar oud was. Poe werd in huis genomen door John Allan, een succesvol zakenman uit Richmond, Virginia. Hij werd niet officieel geadopteerd, maar nam Allan als zijn tweede voornaam.
Van 1815 tot 1820 werd hij (gedeeltelijk) opgeleid in Engeland. In 1826 schreef hij zich in aan de Universiteit van Virginia, maar bleef daar slechts een jaar. Hij begon te drinken, te gokken, kon zijn vele schulden niet meer betalen en werd weggestuurd. In 1827 liep Poe weg bij de Allans en in juli 1830 ging hij naar de officiersopleiding in West Point. Hij werd daar opgeleid als ballistisch expert teneinde kogel- en granaatbanen te berekenen, zodat deze hun doel zouden bereiken. Later liet hij zich ontslaan wegens opzettelijk plichtverzuim.
Hij trok in bij respectievelijk zijn grootmoeder aan vaderszijde, zijn tante, Maria Clemm en zijn nichtje, Virginia Clemm, te Baltimore, in Maryland. In 1836 trouwde hij met Virginia, die op dat moment 13 jaar oud was. Hij begon te werken als redacteur en literair criticus. Hij schreef ook verhalen en gedichten, maar met matig succes. Pas in 1845 met de publicatie van zijn gedicht The Raven begon hij literaire erkenning te krijgen.
In 1847 overleed Virginia aan tuberculose. Na haar dood begon Poe de strijd tegen drank en drugs te verliezen en in 1848 deed hij een zelfmoordpoging. Twee jaar later werd Poe vermist in Baltimore, hij werd erg ziek gevonden en naar het ziekenhuis gestuurd. Drie dagen later, op 7 oktober 1849, overleed Poe zonder dat duidelijk was wat er gebeurd was. Volgens de Amerikaanse auteur Matthew Pearl zou Poe gestorven zijn aan een hersentumor.

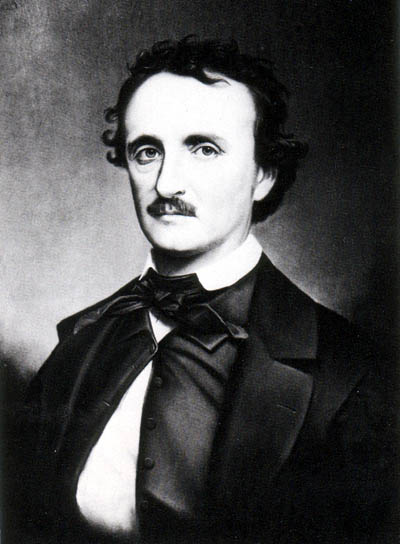
Portret uit 1860 op basis van een daguerreotypie van Edgar Allan Poe uit 1848 of 1849

## Invloed
Poe's bijzondere en vaak nachtmerrieachtige werk in het genre van de gothic novel was van grote invloed op horror- en fantasy-genres. Hij wordt ook gezien als de grondlegger van het detectivegenre met zijn drie verhalen over Auguste Dupin. Deze hadden een grote invloed op veel mysterieschrijvers na hem, onder meer Arthur Conan Doyle (met name The Hound of the Baskervilles).
Zijn literaire reputatie was buiten de VS groter dan in de VS zelf, waarschijnlijk omdat het macabere karakter de bevolking daar niet aansprak. Rufus Griswold werd zijn agent, maar was ook een rivaal en een vijand. Griswold had namelijk Memoires van de schrijver uitgebracht, waarin Poe werd afgeschilderd als dronkaard en opiumverslaafde. Mede hierdoor was Poe niet erg populair in Amerikaanse literaire kringen.
In Frankrijk, waar hij over het algemeen bekendstaat als Edgar Poe, werden zijn verhalen en enkele van zijn gedichten vertaald door Charles Baudelaire. Deze goede vertalingen leidden ertoe dat Poe populair werd onder de avant-gardistische schrijvers in Frankrijk. Schrijvers als Algernon Swinburne werden sterk beïnvloed door zijn werk. Poe werd ook gewaardeerd door de symbolisten en Stéphane Mallarmé droeg verschillende gedichten aan hem op.

## Wetenschappelijke interesses

### Kosmologie
Naast zijn literaire en poëtische kant had Poe ook interesse in filosofische en wetenschappelijke vraagstukken. Dit laatste komt het best naar voren in zijn in 1848 geschreven Eureka: A Prose Poem, een essay over het universum, waarin hij met de in het leger opgedane kennis als ballistisch expert over belangwekkende kosmologische verschijnselen schrijft, een voorschot neemt op de theorie van de oerknal en met een juiste verklaring kwam voor de paradox van Olbers. Volgens Poe zelf was Eureka zijn meesterwerk, dat overigens niet als echte wetenschap was te kwalificeren. Poe's beweringen over de dichtheid en rotatie van planeten zijn overigens niet altijd in overeenstemming met de wetten van Newton.

### Cryptografie
Poe droeg tevens bij aan de popularisering van de cryptografie. Met een advertentie in een krant Alexander's Weekly (Express) Messenger in Philadelphia bood hij aan codes te breken. In juli 1841 publiceerde Poe een opstel A Few Words on Secret Writing in Graham's Magazine. In zijn verhaal The Gold-Bug komt geheimschrift voor. Met zijn analytische vermogens - getuige zijn detectiveverhalen - begreep Poe dat het lezerspubliek de oplossing van een betrekkelijk eenvoudig cryptogram met substitutieversleuteling al niet begreep, zodat hij sensationele toepassingen kon bedenken. Hij speelde een belangrijke rol in het ontstaan van de mode van cryptogrammen in kranten en tijdschriften. De voornaamste cryptograaf van de VS, William Friedman, raakte door lezing van The Gold-Bug in zijn jeugd gefascineerd en brak later de Japanse PURPLE-code in de Tweede Wereldoorlog.

### Conchologie
In 1839 verscheen The Conchologist's First Book, een werk op het gebied van de conchologie met Edgar Allen Poe als auteur. Het boek kende 2e en 3e drukken in 1840 en 1845. De inhoud is gebaseerd op Manual of Conchology van Thomas Wyatt, een Engelse auteur en docent. Hoewel financiële problemen een rol gespeeld lijken te hebben is de rol van Poe niet beperkt tot het louter kopiëren van de originele tekst. Diverse verbeteringen, aanvullingen en ook vertalingen van citaten zijn van de hand van Poe.

## Werk

### Gedichten
In chronologische volgorde.
- A Dream (1827)
- A Dream Within a Dream (1827)
- Dreams (1827)
- Tamerlane (1827)
- Al Aaraaf (1829)
- Fairy-land (1829)
- Alone (1830)
- To Helen (1831)
- Israfel (1831)
- The City in the Sea (1831)
- The Sleeper (1831)
- The Conqueror Worm (1837)
- Silence (1840)
- Lenore (1843)
- Dreamland (1844)
- The Raven (1845)
- Ulalume (1847)
- Eureka: a Prose Poem (1848)
- Eldorado (1849)
- Annabel Lee (1849)
- The Bells (1849)

### Proza
De verhalen staan in chronologische volgorde, op maand van eerste publicatie
- Metzengerstein (januari 1831)
- A Dream (augustus 1831)
- Le Duc De L'Omelette (maart 1832)
- A Tale of Jerusalem (juni 1832)
- Ms. Found in a Bottle (oktober 1833)
- The Assignation (januari 1834)
- Berenice (maart 1835)
- Morella (april 1835)
- Lionizing (mei 1835)
- The Unparalleled Adventure of one Hans Pfaal (novelle, juni 1835)
- Bon-Bon (augustus 1835)
- King Pest (september 1835)
- Shadow - A Parable (september 1835)
- Loss of Breath (september 1835)
- Four Beasts in One (maart 1836)
- Mystification (juni 1836)
- Ligeia (september 1837)
- The Narrative of Arthur Gordon Pym of Nantucket (roman, juli 1838)
- How to Write a Blackwood Article (november 1838)
- Silence - A Fable (eind 1838)
- The Devil in the Belfry (mei 1839)
- The Man that was Used up (augustus 1839)
- The Fall of the House of Usher (september 1839)
- William Wilson (oktober 1839)
- The Conversation of Eiros and Charmion (december 1839)
- Why the Little Frenchman Wears His Hand in a Sling (begin 1840)
- The Journal of Julius Rodman (novelle, januari-juni 1840)
- The Business Man (februari 1840)
- The Man of the Crowd (december 1840)
- The Murders in the Rue Morgue (april 1841)
- A Descent into the Maelström (mei 1841)
- The Island of the Fay (juni 1841)
- The Colloquy of Monos and Una (augustus 1841)
- Never Bet the Devil Your Head (september 1841)
- Three Sundays in a Week (november 1841)
- Eleonora (eind 1841)
- The Oval Portrait (april 1842)
- The Masque of the Red Death (mei 1842)
- The Pit and the Pendulum (eind 1842)
- The Mystery of Marie Rogêt (november 1842-februari 1843)
- The Tell-Tale Heart (januari 1843)
- The Gold-Bug (juni 1843)
- The Black Cat (augustus 1843)
- Diddling (november 1843)
- Morning on the Wissahiccon (begin 1844)
- The Spectacles (maart 1844)
- The Balloon Hoax (april 1844)
- A Tale of the Ragged Mountains (april 1844)
- The Premature Burial (juni 1844)
- Mesmeric Revelation (augustus 1844)
- The Oblong Box (september 1844)
- The Purloined Letter (september 1844)
- The Angel of the Odd (oktober 1844)
- Thou Art the Man (november 1844)
- The Literary Life of Thingum Bob, Esq. (december 1844)
- The Thousand-and-Second Tale of Scheherazade (februari 1845)
- Some Words with a Mummy (april 1845)
- The Power of Words (juni 1845)
- The Imp of the Perverse (juli 1845)
- The System of Doctor Tarr and Professor Fether (november 1845)
- The Facts in the Case of Mr. Valdemar (december 1845)
- The Sphinx (januari 1846)
- The Cask of Amontillado (november 1846)
- The Domain of Arnheim (maart 1847)
- Mellonta tauta (februari 1849)
- Hop-frog (maart 1849)
- Von Kempelen and his Discovery (april 1849)
- X-in a Paragrab (mei 1849)
- Landor's Cottage (juni 1849)
- The Lighthouse (onvoltooid)

## Trivia
- In 1898 schreef Jules Verne een vervolg op het boek De fantastische reis van Arthur Gordon Pym, met als titel: De ijssfinx.
- In 1976 bracht de Britse band The Alan Parsons Project het album Tales of Mystery and Imagination uit, met muzikale bewerkingen van een aantal verhalen en gedichten van Poe.
- In 1985 bracht de Duitse synth-pop band Propaganda (ZTT-label, Trevor Horn, Steve Lipson) het album ‘A Secret Wish’ uit, waarbij het gedicht van Poe ‘A Dream Within A Dream’ qua tekst integraal op majestueuze wijze op muziek werd gezet, als gedicht ingesproken door Propaganda zangeres Suzanne Freytag.
- James Ensor realiseerde enkele etsen met Poe-thematiek: De wraak van Hop-Frog, Koning Pest. Verder maakte hij tekeningen rond De zwarte kat en De duivel in het belfort.
- In 2012 kwam de speelfilm The Raven uit, waarin John Cusack Edgar Allan Poe speelt. Er wordt een poging gedaan om de mysterieuze laatste dagen van de schrijver te verklaren.
- In 2013 verschijnt Poe in aflevering 4 van seizoen 17 van komedieserie South Park als grondlegger van de huidige subcultuur van de gothics.
- In 2017 bracht de Franse singer-songwriter Nolwenn Leroy het album Gemme uit, met muzikale bewerkingen van twee gedichten van Poe (A Dream en The Lake).[16]
- In de jaren 90 gebruikten wielrenners zijn naam als codewoord voor het gebruik van het prestatieverhogende middel epo.
- In 2023 nam het duo Teya & Salena namens Oostenrijk deel aan het Eurovisiesongfestival 2023 met het nummer Who the Hell Is Edgar?, waarin Poe centraal staat.